# János Surányi
János Surányi (* 29. Mai 1918 in Budapest; † 8. Dezember 2006 ebenda) war ein ungarischer Mathematiker, Mathematikdidaktiker und Hochschullehrer.

## Leben und Laufbahn
János Surányi studierte in den Jahren 1937 bis 1941 an der Universität Szeged. In der Zeit des Zweiten Weltkriegs war er von 1942 bis 1945 zum Arbeitsdienst eingezogen. Er setzte in den Jahren 1945–48 seine Studien in Szeged fort und war im Anschluss daran von 1948 bis 1951 für das ungarische Erziehungsministerium und am ungarischen Institut für Pädagogik tätig. Im Jahre 1953 promovierte er zum Doktor der mathematischen Wissenschaften. Von 1951 bis 1988 war Surányi Professor an der Budapester Eötvös-Loránd-Universität. Im Studienjahr 1970/71 hatte er eine Gastprofessur an der Universität von Sherbrooke (Québec, Kanada) inne. 
Von 1976 bis 1980 war Surányi Präsident der Ungarischen mathematischen Gesellschaft (Bolyai János Matematikai Társulat). Darüber hinaus stand er über mehrere Jahrzehnte dem Organisationsausschuss des József-Kürschák-Wettbewerbs für Gymnasiasten vor.
Die wissenschaftliche Arbeit Surányis erstreckte sich in der Mathematik auf die Gebiete Zahlentheorie, Kombinatorik, Approximationstheorie und Mathematische Logik. Bei letzterer arbeitete er insbesondere zum Entscheidungsproblem.

## Ehrungen
János Surányi erhielt 1952 den Manó-Beke-Preis.

## Schriften
János Surányi ist Autor beziehungsweise Koautor zahlreicher Publikationen, unter anderem von 3 Monographien und 37 wissenschaftlichen Arbeiten in der Mathematik, von 19 wissenschaftlichen Arbeiten in der Mathematikdidaktik und von 27 wissenschaftlichen Arbeiten sowie von 8 Büchern zu allgemeinen Themen.
Bekannt ist besonders die folgende zahlentheoretische Monographie, die Surányi zusammen mit Paul Erdős verfasste:
- Paul Erdős, János Surányi: Topics in the Theory of Numbers. Aus dem Ungarischen übersetzt von Barry Guiduli (= Undergraduate Texts in Mathematics). 2. Auflage. Springer Verlag, New York, NY (u. a.) 2003, ISBN 0-387-95320-5. MR1950084